# Augusto Ibáñez Guzmán
Augusto Ibáñez Guzmán (Tunja, 9 de octubre de 1958-Bogotá, 11 de julio de 2018) fue un abogado, jurista y profesor universitario colombiano.

## Biografía
Augusto Ibáñez nació en Tunja, estudió derecho en la Universidad Externado de Colombia, y fue miembro fundador del Centro de Estudios de Jurisprudencia. Se desempeñó como especialista en derecho penal de la Universidad de Salamanca, España, y especialista en Derecho Penal y Criminología del Externado. Como parte de su hoja de vida figuraba su experiencia docente en las universidades Javeriana, Santo Tomás y Externado.
Fue asesor del gobierno de Andrés Pastrana para el proceso de paz y para la discusión internacional que en ese momento libraban los países en la creación de la Corte Penal Internacional. Fue ministro plenipotenciario de esa Comisión Preparatoria de la CPI. Se desempeñó como profesor de la Universidad Externado de Colombia y escribió varios libros de derecho penal.
Formó parte, en calidad de conjuez, del Tribunal Superior de Bogotá y sirvió como asesor en la Cámara de Representantes. Ingresó a la Corte Suprema de Justicia como magistrado el 26 de junio de 2007, y fue nombrado presidente de la misma corporación el 27 de abril de 2009 hasta su renuncia en 2012.  Falleció, a causa del cáncer que lo aquejaba desde 2016, el 11 de julio de 2018.